# Гравенгорст, Иоганн Людвиг Кристиан Карл
Иоганн Людвиг Кристиан Карл Гравенгорст (нем. Johann Ludwig Christian Gravenhorst; 14 ноября 1777, Брауншвейг—14 января 1857, Бреслау), германский энтомолог.
Профессор естественной истории и директор зоологического музея в Бреславле. Важнейшие работы: «Coleoptera microptera Brunsvicensia» (Брауншвейг, 1802); «Monographia coleopterorum micropterorum» (Гёттинген, 1805); «Ichneumonologia Europea» (3 т., Берлин, 1829).